# Samsi
Samsi eller Shamsi var regerande drottning över arabstammen Qedar cirka 735 till 710 f.Kr.
Hon var den andra av fem regerande arabdrottningar som finns uppräknade i assyriska dokument: Zabibe, Samsi, Yatie, Te'el-hunu och Tabua. 
Hon efterträdde Zabibe, som abdikerat till hennes förmån, och övertog vid trontillträdet även sin företrädares ställning som assyrisk vasall.  År 732 f.Kr. slöt Samsi en allians med Damaskus mot Assyrien under Tiglat-Pilesar III och förklarade Assyrien krig för att frigöra sig från det assyriska överväldet.  Efter ett katastrofalt fältslag besegrades araberna med tusentals förluster. Samsi flydde ut i öknen, men återvände sedan för att åter underkasta sig Assyrien som vasall och därmed återfå tronen. Hon efterträddes av Te'el-hunu.